# Grace Hopper
Phó đề đốc Grace Murray Hopper (9 tháng 12 năm 1906 – 1 tháng 1 năm 1992) là một nhà khoa học máy tính Mỹ và sĩ quan trong Hải quân Hoa Kỳ. Là một người tiên phong trong lĩnh vực khoa học máy tính, bà là lập trình viên đầu tiên cho máy tính Mark I và phát triển trình biên dịch đầu tiên cho một ngôn ngữ lập trình.

## Đầu đời và giáo dục
Bà sinh ra với tên Grace Brewster Murray tại thành phố New York. Năm 1928, bà nhận bằng cử nhân trong môn toán học và vật lý tại trường Đại học Vassar. Bà nhận bằng thạc sĩ tại Đại học Yale năm 1930 (toán và lý) và bằng tiến sĩ năm 1934 (toán). Bà bắt đầu dạy toán tại Đại học Vassar năm 1931, và bà trở thành trợ giáo sư năm 1941.

## Máy tính Mark I và Mark II

"Con bọ máy tính" (compuer bug)

Năm 1943, bà gia nhập Hải quân Dự bị Hoa Kỳ và cộng tác với Howard Aiken trong việc phát triển máy tính Mark I. Bà là người đầu tiên viết một chương trình cho máy tính này. Sau chiến tranh, bà không còn tại ngũ trong Hải quân. Bà tiếp tục tham gia phát triển Mark II và Mark III trong lúc còn dự bị. Trong khi làm việc với Mark II, bà khám phá ra một con sâu bướm bị kẹt trong máy - một con bọ trong máy tính. Bà viết sự kiện này trong sổ tay (nay nằm tại Viện Smithsonian). Một số người cho rằng đây là nguồn của cụm từ "bọ máy tính", nhưng cụm từ này đã được sử dụng rộng rãi vào lúc đó.

## UNIVAC
Năm 1949, Hopper trở thành một nhân viên của Công ty Máy tính Eckert-Mauchly và tham gia việc phát triển máy UNIVAC I. Vào đầu thập niên 1950, công ty Remington Rand mua Eckert-Mauchly và bà đã phát triển trình biên dịch đầu tiên. Trình biên dịch này được gọi là trình biên dịch A và phiên bản đầu tiên là A-0. Bà còn phát triển nhiều trình biên dịch khác cho các ngôn ngữ lập trình ARITH-MATIC, MATH-MATIC và FLOW-MATIC.